# Péninsule d'Eastport
La péninsule d'Eastport est un petit bras de terre s'étendant dans la partie centrale de la baie de Bonavista sur l'île de Terre-Neuve dans la province canadienne de Terre-Neuve-et-Labrador. La péninsule est adjacente au parc national de Terra-Nova et comprend sept petites communautés : Eastport, Happy Adventure, Sandy Cove, Salvage, St Chad's et Sandringham.

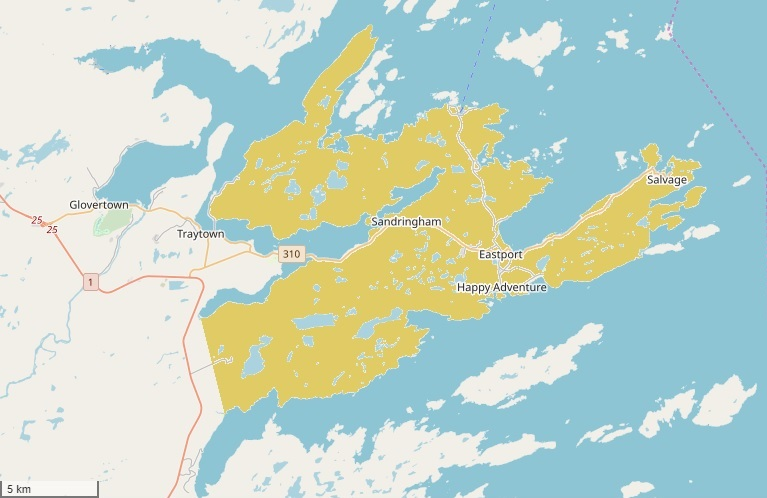
Carte du péninsule Eastport (or)

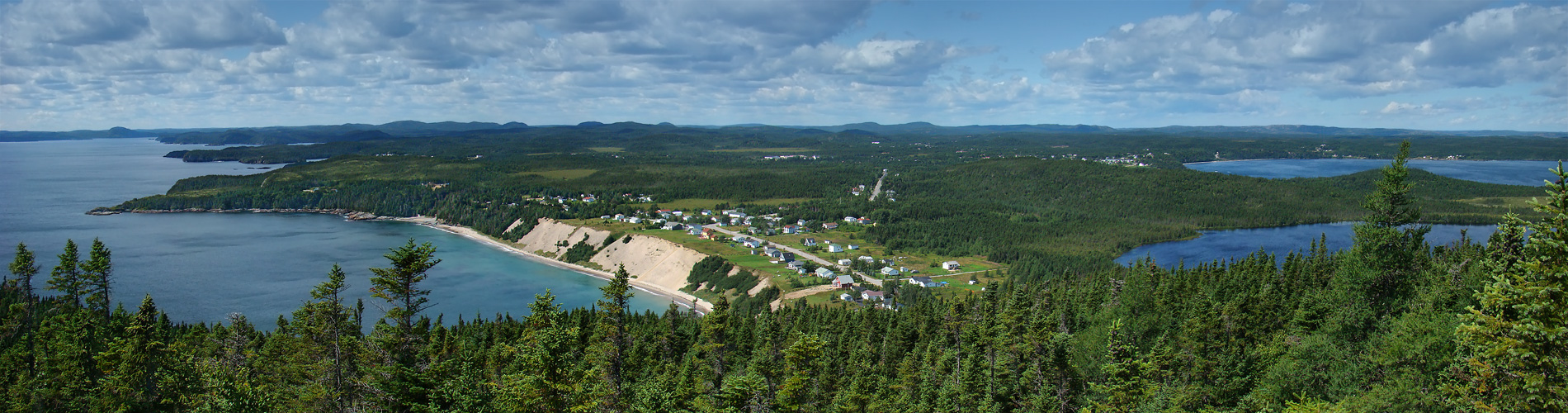
Panorama de la péninsule d'Eastport en regardant vers l'ouest